# Quimet Pla
Joaquim Pla i Planas, més conegut com a Quimet Pla, (Olesa de Montserrat, 1950) és un actor de teatre, clown i director de teatre català, cofundador del grup de teatre Comediants.

## Trajectòria
La seva formació va ser en tècniques de circ, teatre gestual i Commedia dell’Arte en tallers amb Ernie Martin de l’Actor’s Studio de Nova York, Eugenio Barba, Dario Fo, la companyia Bread and Puppet, Leo Bassi, Carlo Bozzo i també en tallers de teatre Nô i teatre balinès.
Pla va ser un dels fundadors l’any 1971 de la companyia de teatre de carrer Comediants juntament amb Jaume Bernardet, Rita Kuan-Jin-Hua, Àngels Julian, Joan Font, Quim Mas, Andreu Sánchez, Joan Armengol Mercè Arnella, Maria Teresa Estrada, Jordi Bulbena, Paca Solà i Anna Lizaran. Va formar part de la companyia durant vint anys, participant en alguns dels espectacles més destacats com Non plus plis (1972), Plou i fa sol (1976, amb el qual van guanyar el Premi Ciutat de Barcelona d’arts escèniques), Sol, solet (1978) o la cerimònia de clausura dels Jocs Olímpics de Barcelona.
Un cop va abandonar Comediants va fundar l’any 1996 juntament amb la seva parella, la també actriu i clown Núria Solina, la companyia Tot Terreny. Tot Terreny es va acabar convertint en la companyia familiar amb la incorporació dels fills de la parella, els actors i clowns Diana Pla i Oriol Pla, amb els quals van muntar l’espectacle Travy (2018). La companyia Tot Terreny ha produït espectacles infantils, de carrer, per sala i per a instituts. Cal fer una menció especial al monòleg multipremiat Ragazzo (2018), produït per Tot Terreny, escrit i dirigit per Lali Àlvarez i protagonitzat per Oriol Pla que va girar durant anys per escenaris de tot Espanya.
En televisió, Quimet Pla ha actuat en sèries com Ventdelpla, Polseres Vermelles i Kubala, Moreno, Manchón i en programes com Polònia o Crackòvia. En cinema ha participat en produccions com El paraíso ya no es lo que era de Francesc Betriu (2001), Estiu ‘93 de Carla Simón (2017) o Incerta glòria d’Agustí Villaronga (2017).
Quimet Pla va rebre el Premi de la Crítica Serra d’Or 2008 per la seva trajectòria artística.